# Scandale du gaz naturel
Le scandale du gaz naturel est un scandale politico-financier mettant en cause des ministres du gouvernement de Maurice Duplessis qui ont profité de leur position pour réaliser d'importants profits lors de la privatisation des activités de fabrication et de distribution gazière d'Hydro-Québec, en 1957 au Québec. Il est l'un des précurseurs de la victoire du Parti libéral du Québec lors de l'élection générale québécoise de 1960 et de la Révolution tranquille.

## Origines

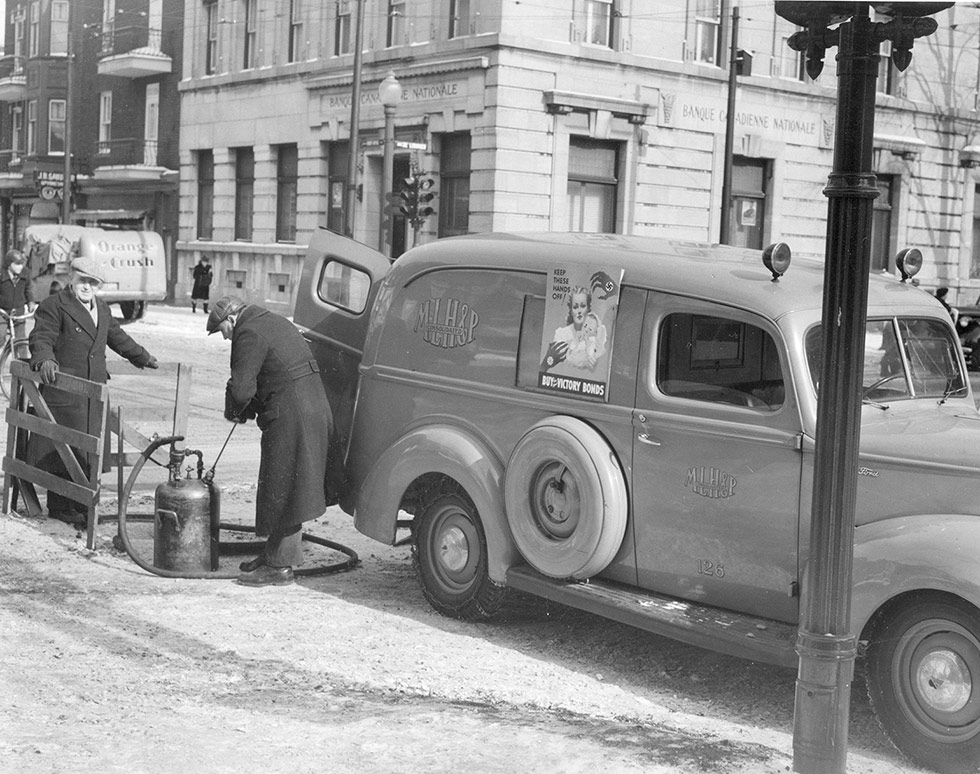
Employés de la Montreal Light, Heat and Power réparant une conduite de gaz en 1941.

En faisant l'acquisition des actifs de la Montreal Light, Heat and Power, en 1944, l'État québécois, par l'entremise de la Commission hydroélectrique de Québec — mieux connue sous le nom d'Hydro-Québec —, devient un joueur important de l'industrie du gaz au Canada. Vers la fin des années 1940, des industriels canadiens envisagent la construction d'un gazoduc qui relierait l'Alberta et les grandes villes de l'Ontario. Hydro-Québec est approchée afin de déterminer si elle serait favorable au prolongement de gazoduc vers Montréal. Plusieurs rencontres sont organisées et la Commission hydroélectrique de Québec commande des études internes en plus de solliciter des avis d'experts. Un comité de commissaires est formé en mars 1954 pour prendre une décision. Le comité recommande de remplacer le gaz industriel qu'elle produit et distribue par le gaz naturel de l'Ouest, une conversion qui procurerait un léger bénéfice au service public.
Le président de la Commission, L.-Eugène Potvin, recommande plutôt de vendre le secteur gazier à une entreprise privée. Cette solution reçoit l'aval d'une majorité et la commission adopte une résolution pour se départir tous ses actifs gaziers. La décision est approuvée par le gouvernement Duplessis, qui fait adopter une loi permettant la transaction. Des négociations sont entreprises avec plusieurs groupes et la vente du réseau à la Corporation du gaz naturel du Québec  — qui deviendra Gaz Métropolitain — est conclue au printemps 1957. Les titres de la Corporation du Gaz naturel du Québec sont mis en vente le 25 avril 1957 et l'émission initiale connaît un grand succès.

## Le scandale

### Les révélations duDevoir
Le scandale du gaz naturel éclate le 13 juin 1958, avec une manchette fracassante du quotidien montréalais Le Devoir : « Scandale à la corporation du Gaz naturel du Québec ». Le quotidien, déjà hostile au duplessisme, déballe toute l'histoire. Pierre Laporte écrit : « Des ministres, des conseillers législatifs, des fonctionnaires et des financiers sont impliqués dans cette affaire de 20 millions $. Plusieurs ministres du cabinet Duplessis — peut-être le Premier ministre lui-même — ont spéculé sur les actions de la Corporation de gaz naturel du Québec. ».
Le lieutenant-gouverneur du Québec Onésime Gagnon et sept de ses anciens collègues, ministres du gouvernement provincial, sont mentionnés : Antonio Barrette, Johnny Bourque, Paul Dozois, Daniel Johnson, Arthur Leclerc, Jacques Miquelon, Yves Prévost et Antonio Talbot. Ces personnalités, ainsi que des conseillers législatifs et des hauts fonctionnaires auraient utilisé des informations confidentielles pour faire « l'un des coups de Bourse les plus extraordinaires de notre histoire ». Le Devoir évoque des profits de 20 millions CAD et parle d'une plus-value de 4000 %.
Les allégations du Devoir sont au nombre de 5. Elles se résument comme suit : 
1. La vente de la Corporation de gaz naturel s'est soldée par un « coup de bourse » d'au moins 20 millions CAD ;
2. Les 7 compagnies de placement qui représentaient les promoteurs de la Corporation de gaz naturel ont empoché un gain en capital non imposable de 9 millions CAD ;
3. Au moins huit ministres de l'Union nationale sont mêlés au scandale ;
4. Les promoteurs n'ont investi que 50 000 CAD pour acheter un actif d'une valeur de 39 millions CAD. Le public a fait les frais de la différence ;
5. Au moins 3 fonctionnaires d'Hydro-Québec ont joué sur les deux tableaux ; la Corporation de gaz naturel les a récompensés en leur accordant des options et en les nommant parmi les dirigeants de l'entreprise privatisée.

Pendant plus de deux mois, le quotidien montréalais martèle quotidiennement le gouvernement et réclame des démissions. Ces attaques culminent le 28 août 1958 avec la publication d'une édition spéciale du journal, qui résume le résultat de l'enquête du journal.

### Réponse du gouvernement Duplessis
Furieux, Maurice Duplessis réplique dans une de ses conférences de presse que la vente n'a pas été faite par le gouvernement, mais qu'elle est le résultat d'une loi adoptée à l'unanimité par l'Assemblée législative et que le gouvernement a fixé les conditions dans un arrêté ministériel, le 7 mars 1957, soit 45 jours avant la mise en vente des actions.
L'historien Robert Rumilly — qui était proche de Duplessis — affirme que Le Devoir a faussé la vérité en affirmant que les ministres et leurs amis « se sont vendus à eux-mêmes une propriété publique » et ajoute que « toute la bourgeoisie de Québec et de Montréal » était au nombre des 6 000 personnes qui ont acheté ce titre le jour de sa mise en vente. Qui plus est, ajoute Rumilly, certains Libéraux influents, comme Roland Bock et Brooke Claxton, ont obtenu leurs actions le jour de la mise en vente.
L'affaire fait boule de neige et les confrontations entre le premier ministre et les journalistes du quotidien de Gérard Filion s'enveniment. Le 27 juin 1958, le premier ministre fait expulser de manière musclée le journaliste Guy Lamarche de sa conférence de presse hebdomadaire. Duplessis intente une poursuite en dommages contre Le Devoir en septembre 1958, mais les suites seront éphémères.
Atteint du diabète et vieillissant, le premier ministre Duplessis est profondément affecté par le scandale, soutien l'historien Jacques Lacoursière. Il mourra un an plus tard, le 7 septembre 1959.

## La Commission Salvas
Une fois au pouvoir, le gouvernement libéral de Jean Lesage ne perd pas de temps et forme une commission royale d'enquête sur l'administration de l'Union nationale, le 5 octobre 1960. Présidée par le juge Élie Salvas, de la Cour supérieure du Québec, la commission reçoit le mandat de faire une enquête sur la corruption et le favoritisme qui avaient eu cours au gouvernement sous le régime duplessiste, y compris les agissements des proches de Maurice Duplessis dans l'affaire du gaz naturel. 
Immédiatement, Daniel Johnson, s'insurge contre l'existence de cette commission, une tactique diffamatoire destinée à salir l'image de l'Union nationale, soutient le chef de l'Opposition qui accuse les libéraux de faire de même lorsqu'ils sont au pouvoir.
Après deux ans d'enquête, le juge remet un premier rapport, le 1er août 1962, ainsi qu'un rapport final en janvier 1963. La commission y conclut que les pratiques d'achat du gouvernement Duplessis avaient servi à financer une caisse électorale occulte servant aux organisateurs de l'Union nationale pour rémunérer les services rendus au Parti dans les différentes régions du Québec.
La commission Salvas blâme sévèrement les ministres et fonctionnaires qui ont profité d'informations privilégiées pour mettre la main sur des actions de la Corporation de gaz naturel et recommande l'adoption d'une loi empêchant de tels abus.
Les rapports dévoilent aussi le fait que des ministres et autres dirigeants de l'administration précédente ont fait des profits de 50 000 CAD, grâce à leurs transactions sur le titre de la Corporation du gaz naturel du Québec. Elle conclut que ces opérations étaient contraires à « la morale et l'ordre public ». Le rapport de la commission conduira à la mise en accusation de trois personnes dans l'affaire du gaz naturel, dont deux ex-ministres.